# Can Serra (Mataró)
Can Serra és una casa pairal del municipi de Mataró (Maresme) que actualment és una de les seus del Museu de Mataró. És una obra inclosa en l'Inventari del Patrimoni Arquitectònic de Catalunya. Fou construïda per Jeroni Serra Arnau, primer síndic de la vila a Corts, fou bastida el 1565. L'edifici, d'estil renaixentista, conserva l'estructura originària amb una àmplia entrada d'on arrenca l'escala de pedra i la gran sala central al primer pis que manté el teginat de fusta originari. La façana és de composició simètrica i hi destaquen el portal dovellat, l'escut i les finestres.

## El museu de Can Serra
El Museu fou creat el 1894, després dels precedents del 1888 instats per l'Associació Artístic Arqueológica Mataronesa. L'any 1915 l'Ajuntament comprà Can Serra per Museu, que s'inaugurà el 1942. De llavors daten les principals reformes de l'edifici: rajoles, escuts i finestrals encastats i el sostre pintat per Marià Ribas. L'espai museístic s'amplià l'any 1975 incorporant-hi un edifici veí. L'any 1982, per un conveni signat amb entre l'Ajuntament i la Generalitat, el Museu quedà constituït com a Comarcal del Maresme i es reobrí l'abril de 1983 després de ser remodelat. Des del 1997 el Museu adoptà definitivament el nom de Museu de Mataró. La museografia de les sales d'exposició permanent fou renovada l'any 2011.

## Les col·leccions de Can Serra
L'exposició presenta de forma sintètica les col·leccions relacionades amb la història de la ciutat incorporant plafons explicatius, maquetes i recursos audiovisuals de contextualització.
La planta baixa acull un programa d'exposicions temporals de temàtica diversa.
L'exposició Iluro, ciutat romana, a la primera planta, ofereix una aproximació al Mataró d'època romana a partir de les excavacions dels darrers anys.
Les peces més destacades son:
- La làpida funerària de Lucius Màrcius Optatus on es pot veure el nom d'Iluro.
- El tresoret d'Iluro, una trobada de l'any 94 de 19 monedes d'or d'època romana.[2][3]
- La Venus d'Iluro.
- El bust Retrat de Faustina Minor.
- Àmforas i joies.

L'exposició Mataró, ciutat mediterrània, a la segona planta, fa un recorregut per la història de la ciutat des dels temps medievals i moderns fins a l'actualitat.

## Galeria

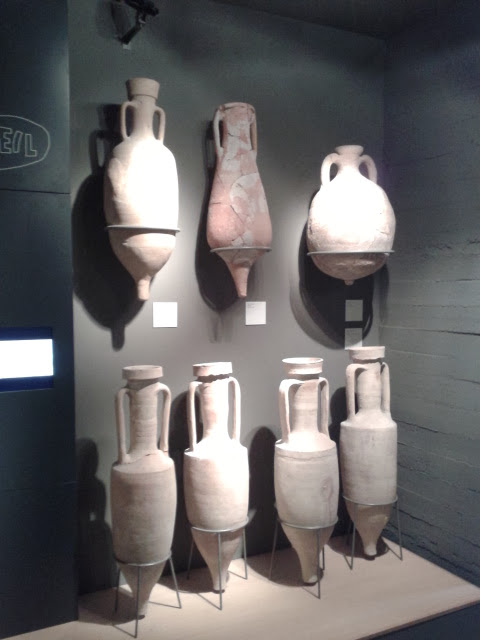
Ànfores i dòlies trobades en jaciments arqueològics d'Iluro
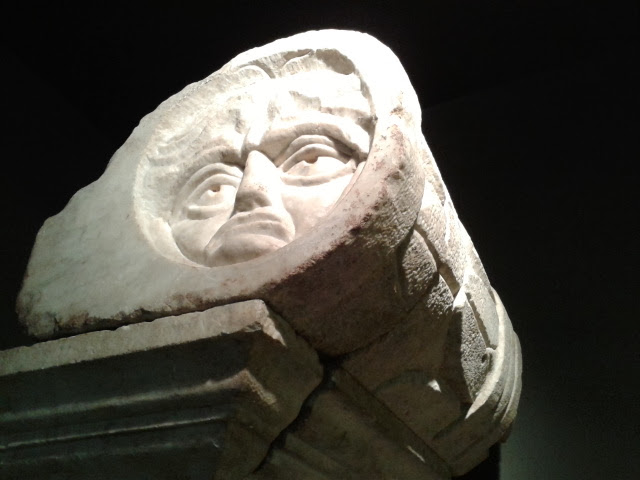
Gòrgona trobada en un jaciment d'Iluro
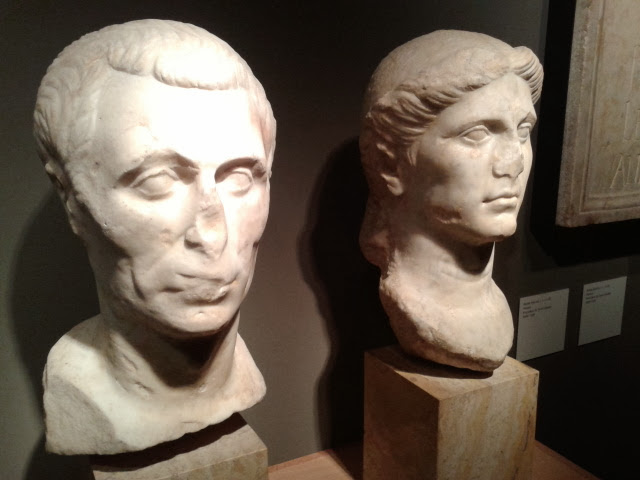
Bustos d'època romana trobats al jaciment de Torre Llauder
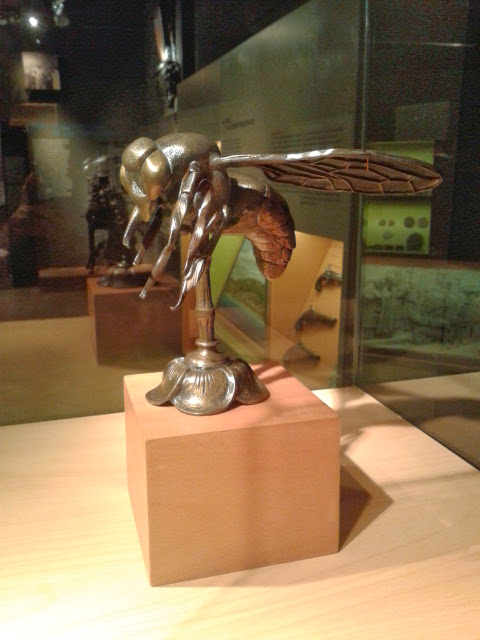
Abella per a la Cooperativa Obrera Mataronesa dissenyada per Antoni Gaudí
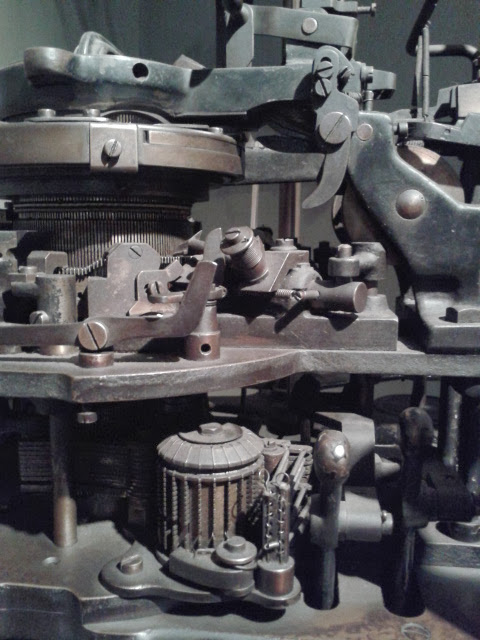
Detall d'una màquina de filatures